# Coelotes amamiensis
Coelotes amamiensis är en spindelart som beskrevs av Matsuei Shimojana 1989. Coelotes amamiensis ingår i släktet Coelotes och familjen mörkerspindlar. Inga underarter finns listade i Catalogue of Life.